# 008 Agents
008 Agents è una trasmissione radiofonica in onda inizialmente il giovedì e poi il lunedì su RDS Next trasmessa dal 14 settembre 2023 e condotta da Lisa Luchetta e fino al 18 luglio 2024 da Sara Esposito e dal 16 settembre 2024 da Nicole Micoli.

## Il programma
Il titolo è tratto dal romanzo dei film dell'agente doppio 0 della saga di James Bond. Tutte le puntate vengono registrate presso gli studi di RDS a Milano. Durante il programma, le conduttrici rispondono alle domande poste dagli ascoltatori su WhatsApp.

## Conduttori occasionali
La puntata ufficiale del 2 novembre 2023 è stata temporaneamente condotta da Alice Mordenti, già conduttrice di Teen Between, il 16 novembre 2023 da Aurora Manzali, il 14 dicembre 2023 da Camilla Bonardi, l'11 gennaio 2024 da Alyssa Maurino, l'8 febbraio 2024 da Alberto Tozzi, il 28 marzo 2024 da Iris Di Domenico, il 16 maggio 2024 da Matteo Robert, già conduttore di Bad Guys, il 23 maggio 2024 è stata condotta da Alessia Calci, al posto di Lisa Luchetta, il 13 giugno 2024 è stata condotta da Alice Muzza, già conduttrice di Due di Picche. La puntata del 16 settembre 2024 è stata condotta da Samara Tramontana, già conduttrice di Crazy Time, affiancata da Nicole Micoli. 